# Isabel Washington Powell
Isabel "Belle" Geraldine Washington Powell (23 de mayo de 1908 – 1 de mayo de 2007) fue una bailarina, showgirl y actriz durante el Renacimiento de Harlem. Fue la primera esposa de Adam Clayton Powell Jr. y, tras su divorcio, pasó a trabajar en el sistema escolar público de Harlem.

## Biografía
Isabel Washington, de ascendencia afroamericana, nació el 23 de mayo de 1908 en Savannah, Georgia. Criada en Savannah, vivía con sus padres, Harriet (Hattie) Walker Ward Washington, bailarina, y Robert T. Washington, empleado de correos, así como con sus cuatro hermanos y cuatro hermanas. Tras la muerte de su madre, ella y su hermana mayor Fredi fueron enviadas a la escuela del St. Elizabeth's Convent en Cornwell Heights, Pensilvania. Más tarde, Powell se trasladó a Nueva York para vivir con Fredi, que más tarde sería conocida como actriz.
Siguiendo a su hermana en el mundo del espectáculo, Washington se convirtió en bailarina y corista en varios clubes nocturnos de Nueva York, además de actuar en los escenarios de Broadway. En 1929 interpretó a la “otra mujer” en la única película de Bessie Smith, St. Louis Blues.
El primer matrimonio de Washington fue con el fotógrafo Preston Webster. Tuvieron un hijo, Preston, Jr (más tarde Preston Powell).
Mientras bailaba en el Cotton Club, Washington conoció al reverendo Adam Clayton Powell Jr. Ambos se casaron en 1933 en la Iglesia Bautista Abisinia, donde Adam Clayton Powell Sr. ejercía de ministro. El padre de Powell se opuso al matrimonio, ya que Washington era católica, pero ella se convirtió y la boda atrajo a 3.000 espectadores.
Isabel Powell ayudó a su esposo en los comienzos de su carrera, durante la cual fue elegido concejal de Nueva York, se convirtió en ministro principal de la Iglesia Bautista Abisinia y, en 1944, fue elegido miembro de la Cámara de Representantes de los Estados Unidos. En 1937 la pareja compró una casa en la sección Highlands de Oak Bluffs, Massachusetts, una comunidad afroamericana de Martha's Vineyard. Estuvieron casados desde 1933 hasta 1945, cuando Powell, ministro baptista, la abandonó por su segunda esposa.
Tras su divorcio, Powell se convirtió en profesora de educación especial. Dividía su tiempo entre Harlem y Martha's Vineyard. Powell falleció el 1 de mayo de 2007 en Harlem, Nueva York.

## Lectura adicional
- Adam's Belle: A Memoir of Love Without Bounds, by Isabel Washington Powell and Joyce Burnett, ISBN 9780981610214